# Heersum
Heersum ist eine Ortschaft der Gemeinde Holle im niedersächsischen Landkreis Hildesheim.

## Geographische Lage
Heersum liegt im Innerstebergland – knapp 12 km südöstlich des Stadtzentrums von Hildesheim. Im Tal der Innerste befindet es sich am Südhang des Höhenzugs Vorholz (243 m), nördlich dessen sich die Hildesheimer Börde erstreckt. Jenseits des die Ortschaft im Süden passierenden Flusses liegen die Sauberge (317 m). Nachbarorte abwärts betrachtet entlang der Innerste sind Astenbeck im Osten und Listringen im Westen.

## Politik
Nach den Kommunalwahlen in Niedersachsen 2021 verteilen sich die fünf Sitze im Ortsrat wie folgt (in Klammern Veränderung zur Wahl 2016):
- SPD: 3 Sitze (±0)
- CDU: 2 Sitze (±0)

### Wappen
Das Heersumer Wappen zeigt ein Ammonshorn, eine Versteinerung aus den so genannten Heersumer Schichten, die 1864 entdeckt wurden.

## Geschichte

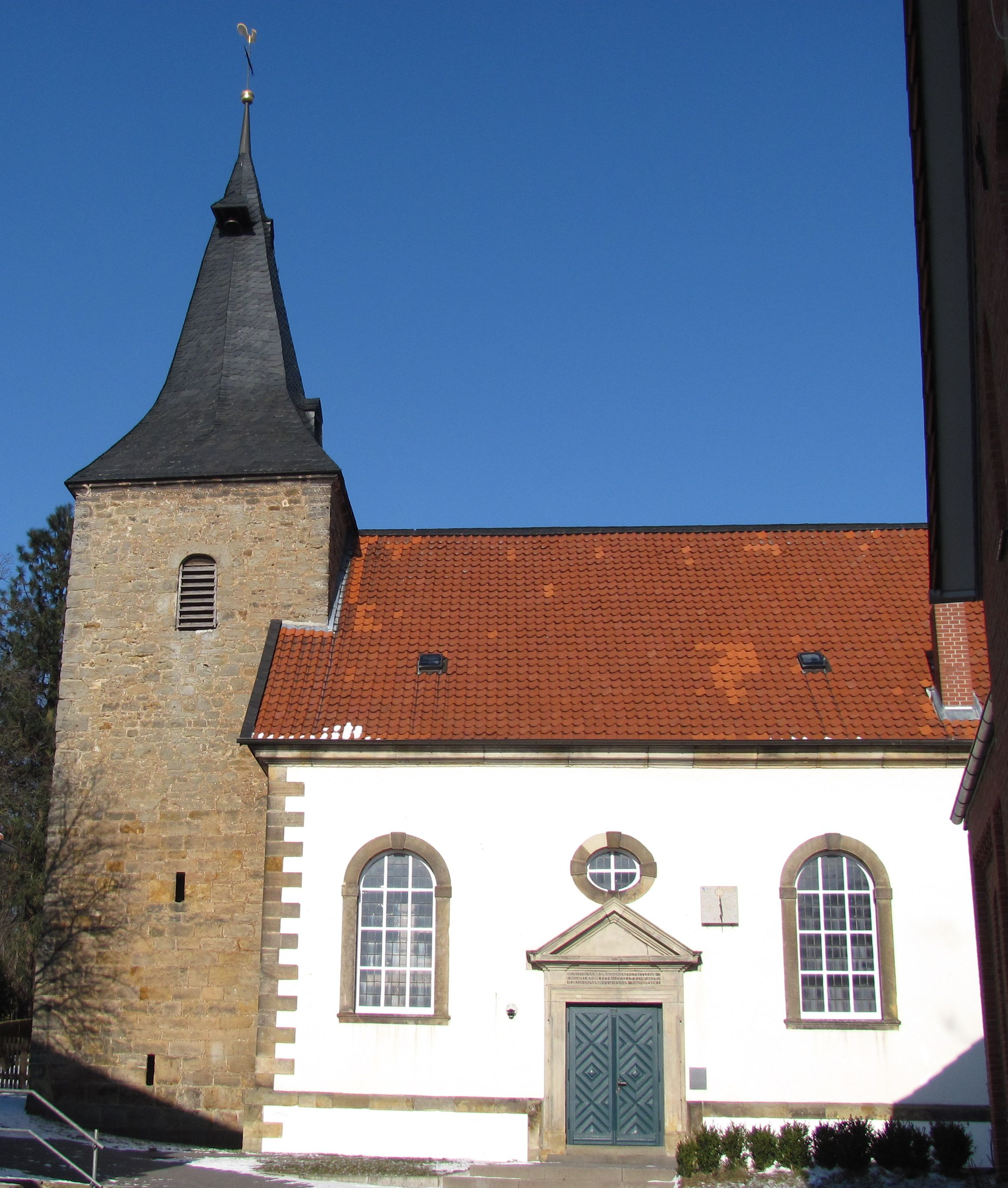
St.-Urbani-Kirche in Heersum

Erstmals wurde Heersum 1022 in den Güterverzeichnissen des Hildesheimer Hildesheimer Michaelisklosters erwähnt. Ein großer Teil des Dorfes gehörte damals dem Grafen vom Wohldenberg.
Das heutige Heersum ist um das Jahr 1300 entstanden, als durch Rodungen die Heersumer Feldmark erweitert wurde und das Kloster Derneburg durch Landtausch und die Einbeziehung der Astenbecker Gemarkung große Landveränderungen aus landwirtschaftlichen Gründen vornahm. Gegenüber von Heersum lag früher das Dorf Cantelsum, das noch bis in das Jahr 1645 erwähnt wird, danach verlassen wurde und verfiel. Später baute hier der Graf Ernst zu Münster ein Vorwerk, dem seine Frau nach dem Tod des Grafen im Jahr 1839 den Namen „Vorwerk Ernst“ gab.
Wie alle Holler Dörfer hatte auch Heersum unter den zahlreichen Kriegen und Fehden des Mittelalters zu leiden (siehe auch Hildesheimer Stiftsfehde).
Eine Begebenheit aus dem Jahre 1485 ist genauer überliefert:
Während der Fehde des Bischofs Barthold mit der Stadt Hildesheim unternahmen die Bürger einen Plünderungszug nach Heersum. Alle Dorfbewohner Heersums verschanzten sich auf dem Kirchhof, und obwohl sie bei der Verteidigung mehrere Angreifer verwundeten und töteten, wurden sie überwältigt und festgenommen. Die Sieger führten das Vieh des Dorfes als Beute ab.
Heute befinden sich an einer alten Heerstraße, der Mittelstraße, landwirtschaftliche Höfe, Wohn- und Geschäftshäuser und das 1953 eingeweihte Sprengelheim der evangelischen Kirche, in dem Fortbildungen und Seminare stattfanden.
Seit dem Jahre 2004 dient das Haus als ein Kinderheim im Auftrag des katholischen Caritasverbandes.
An den Dorfrändern entstanden ab 1947 die Neubausiedlungen „Auf dem Kampe“, „Kreuzgarten“, und die Bebauung „Großer Böckel“, die aber Heersums dörfliche Struktur nicht zerstört haben.
Vor dem Jahrtausendwechsel gab es eine weitere Vergrößerung des Ortes durch das Neubaugebiet „In den Gänseköpfen“.
Nun gibt es das Neubaugebiet „Innersteblick“, welches für einen regen Bevölkerungszuwachs gesorgt hat.
Am 1. März 1974 wurde Heersum in die Gemeinde Holle eingegliedert.
Eine Bereicherung des Dorflebens kam 1990 mit dem Forum Heersum für Kunst und Kultur in den Ort. Seitdem beteiligen sich fast alle Vereine an den jährlich stattfindenden Landrundfahrten, bei denen das Leben des Dorfes unter geschichtlichen und alltäglichen Aspekten inszeniert wird. Das Forum sorgte dafür, dass Heersum in ganz Deutschland bekannt wurde. Es führt inzwischen seit mehr als 30 Jahren jeden Sommer ein „Landschaftstheater“ auf: Die Spielorte sind rund um Heersum verteilt, und die Zuschauer müssen wandern, um die nächste Szene sehen zu können. Eine Vorstellung dauert etwa dreieinhalb Stunden. Das Heersumer Heimatmuseum organisiert den Kartenverkauf, und eine große Scheune dient als Fundus, in dem die Requisiten und Kostüme gelagert werden.

## Sehenswertes

### St.-Urbani-Kirche
Das Alter der Heersumer St.-Urbani-Kirche ist nicht bekannt. Der starke Turm stammt aus der Zeit vor 1300 und wurde 1731 zusammen mit dem Kirchenschiff erneuert. In ihrem Innern sind vor allem der Kanzelaltar von 1739, ein Werk des Hildesheimer Barocks, sowie der Taufengel von 1721 und die farbenfrohe Deckenbemalung beachtenswert.
Die alte Glocke der Kirche von 1521 trägt den Namen der Petronilla, die nach der Legende besonders eifrig ihrer Arbeit nachgegangen sein soll. Ihre Inschrift lautet: „Durch mein Läuten wecke ich die Faulen auf“.

### Heersumer Schichten
Den größten Bekanntheitsgrad erreichte Heersum durch einen einfachen Steinbruch in der Nähe des Dorfes, in dem der Geologe Karl von Seebach 1864 bei einer wissenschaftlichen Untersuchung der Jura-Formationen eigenartige Seetier-Versteinerungen fand, die vor etwa 150 Mio. Jahren entstanden waren. Er gab dieser Gesteinsformation den Namen Heersumer Schichten. Diese Schichten aus dem Jura setzten sich aus hellen Kalk- und Mergelsteinen zusammen, die früher in vier großen Brüchen nördlich von Listringen und Heersum abgebaut wurden. In jahrzehntelanger Sammlertätigkeit hat der Hildesheimer Professor Emanuel Pfaff aus diesen Schichten reiches Fossilienmaterial zusammengetragen.

## Verkehrsanbindung
Heersum liegt direkt westlich der Kreuzung der ineinander übergehenden Achse der Kreisstraße 212 und der durch die Ortschaft führenden Landesstraße 499 mit der Bundesstraße 6. Über die B 6 besteht Anschluss zur Bundesautobahn 7 und zur etwas östlich davon gelegenen Bundesautobahn 39. Während die Ortschaft im Osten von der B 6 tangiert wird, verlief früher die Heerstraße von Hildesheim nach Goslar hindurch.
Es stehen Busverbindungen des Regionalverkehr Hildesheim zur Verfügung. Der nächste Bahnhof liegt etwa 2 km südöstlich in Derneburg an der Bahnstrecke Hildesheim–Goslar.